# Фитофотодерматит
Фитофотодермати́т (лат. phytophotodermatitis, в англоязычной литературе известен также как berloque dermatitis:32 или margarita photodermatitis) — один из видов фотодерматоза, кожный воспалительный процесс, обусловленный повышенной чувствительностью кожи к солнечному свету, вызванной попаданием на кожу сока некоторых растений, содержащих фуранокумарины (фурокумарины) — фотосенсибилизирующие соединения (вещества, повышающие чувствительность кожи к свету).
Вызывается ультрафиолетовыми лучами (диапазон 320—400 нм) и видимыми световыми лучами (диапазон 400—800 нм). Характеризуется различными высыпаниями.
Зафиксированы случаи появления фитофотодерматита после контакта с некоторыми видами борщевика (Heracleum). Причина развития данного заболевания заключается в том, что вещества, находящиеся в растениях, повышают чувствительность клеток к ультрафиолетовым лучам.
Симптомы эквивалентны симптомам фотодерматоза (поскольку это один из его видов), но различаются[от чего?] по степени тяжести. Фитофотодерматит обычно приводит к гиперпигментации кожи меланином. В результате появляется сыпь, как правило через 24 часа после облучения, достигающая своего пика через 48—72 часа. После исчезновения сыпи на коже могут оставаться тёмные пятна в течение нескольких недель, даже месяцев.
Бергаптен и ксантотоксин (также известный как метоксален), два линейных фуранокумарина, полученных из псоралена, неизменно обнаруживаются в растениях, вызывающих фитофотодерматит.
Фитофотодерматит может поражать людей любого возраста. У детей это иногда ошибочно принимают за жестокое обращение с детьми.

## Профилактика и лечение
- Первая и лучшая линия защиты от фитофотодерматита — избегать контакта с фототоксичными веществами. С растениями семейства Apiaceae, цитрусовыми и другими биологическими агентами, о которых известно, что они обладают фототоксическим действием. Не стоит сжигать фототоксичные растения и вещества, поскольку это способствует более широкому распространению фототоксичных веществ[6].
- Избегать солнечного света, чтобы не активировать фототоксичное вещество[7].
- Если человек вступил в контакт с фототоксичным веществом, необходимо промыть пораженный участок холодной водой с мылом и избегать дальнейшего воздействия солнечных лучей в течение минимум 48 часов. Тепло и влага могут ухудшить кожную реакцию, поэтому требуются холодные компрессы[8].
- Волдыри лечат так же, как и солнечные ожоги, с помощью анальгетиков, антигистаминных препаратов и прохладных компрессов[9].
- В тяжелых случаях или при поражении более 30% общей поверхности тела рекомендуется госпитализация в ожоговое отделение для местной обработки раны[10].